# Scheschart
Scheschart (russisch Жешарт, Komi Зӧвсьӧрт, wiss. Transliteration Zövsërt) ist eine Siedlung städtischen Typs in der Republik Komi im Norden des europäischen Russlands am Fluss Wytschegda. Sie hat 6870 Einwohner (Stand 2024). Scheschart besitzt eine große holzverarbeitende Fabrik, die der Hauptarbeitgeber im Ort ist.

## Geschichte

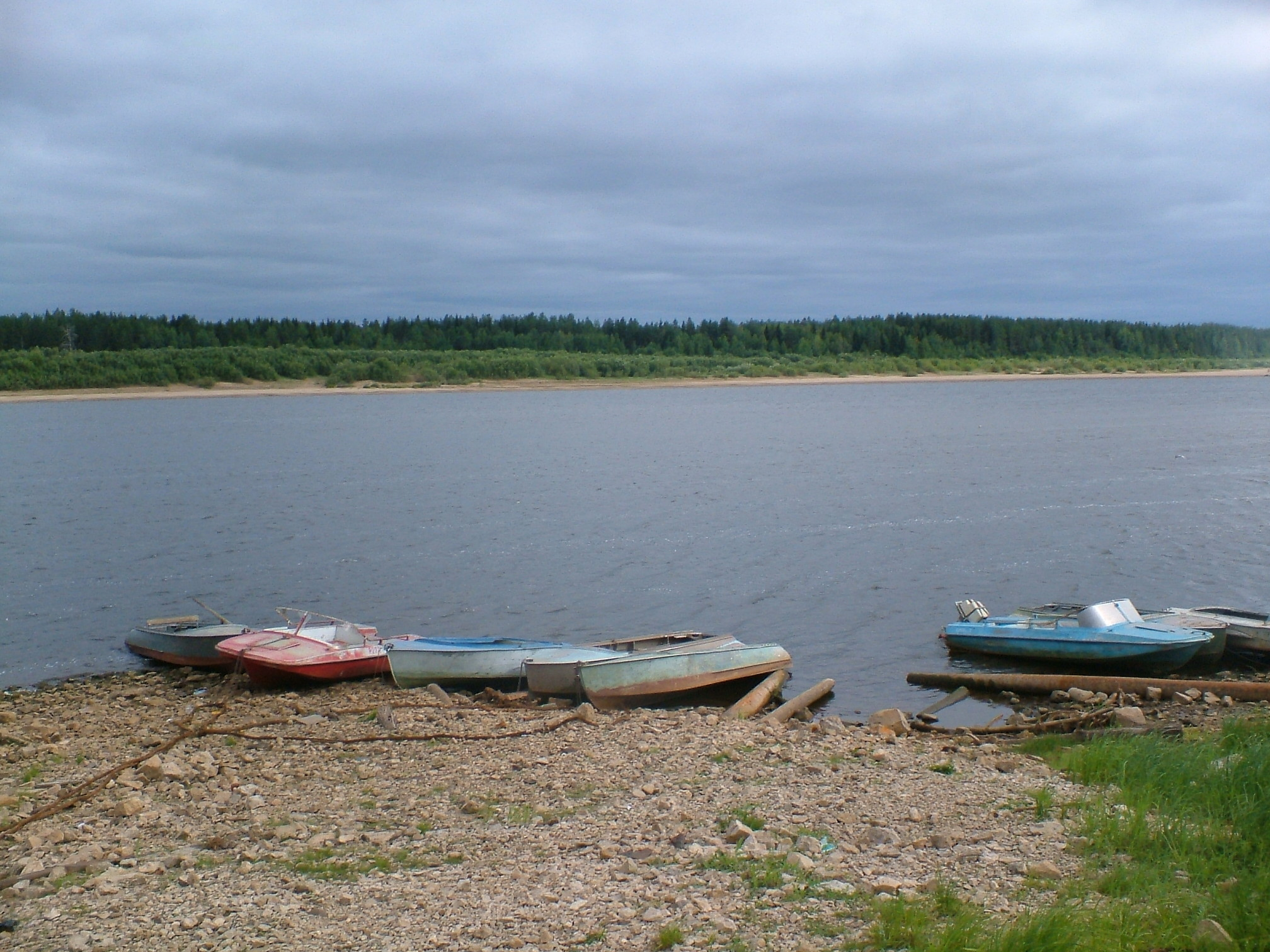
Boote an der Wytschegda

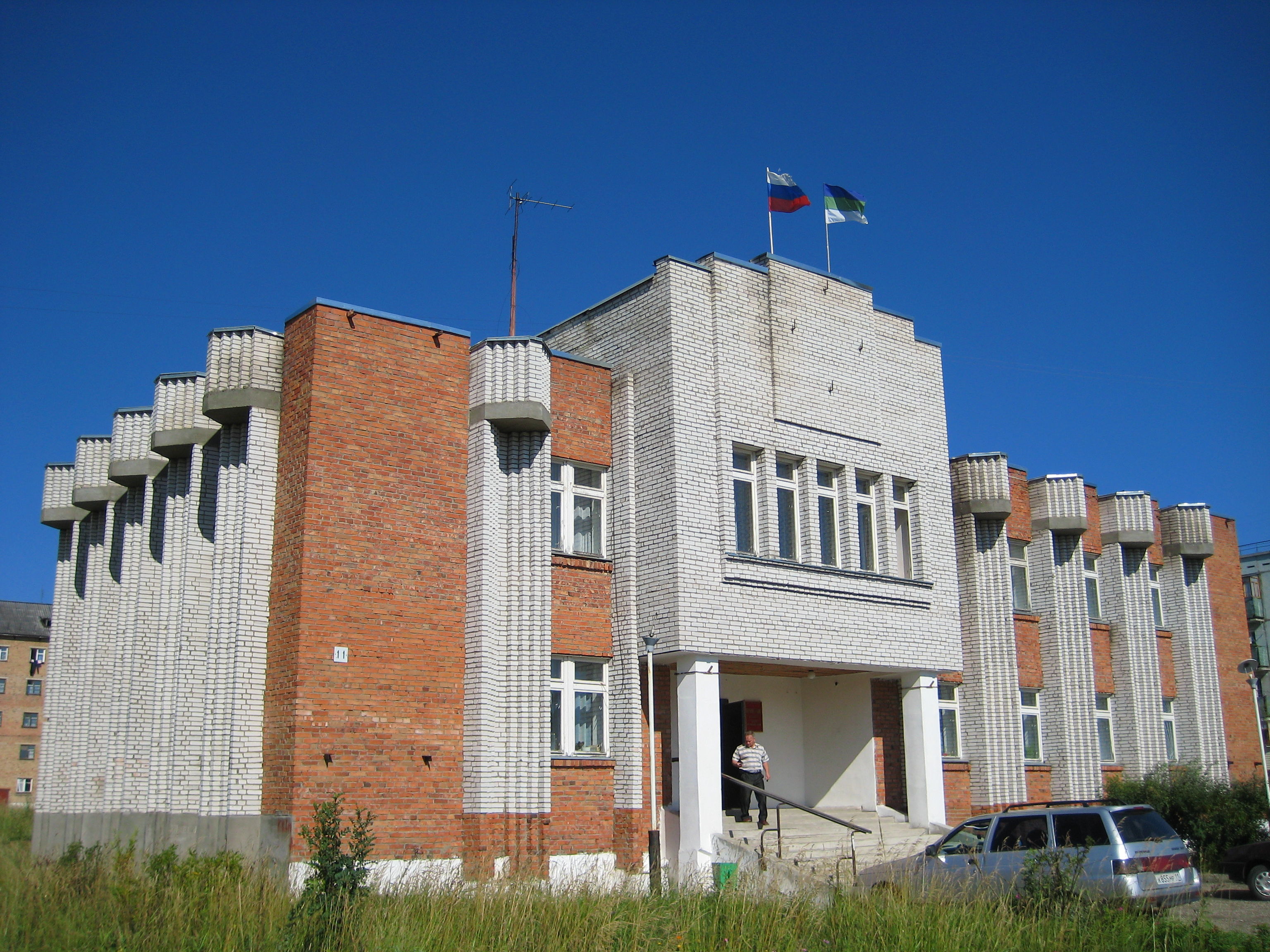
Verwaltungsgebäude in Scheschart

Bis in die 1930er Jahre befand sich am Ort der heutigen Siedlung Scheschart lediglich ein Dorf gleichen Namens. 1940 wurde begonnen, in der Siedlung, die in einer waldreichen Gegend liegt, ein Sägewerk zu errichten. Nach dem deutschen Angriff auf die Sowjetunion beschloss man jedoch, stattdessen eine Fabrik für Sperrholzplatten zu bauen, da diese für den Flugzeugbau benötigt wurden. Fertiggestellt wurde das Werk allerdings erst nach dem Krieg, im Sommer 1946. In den nächsten Jahrzehnten wurde das Werk nach und nach vergrößert, so dass die Fabrik in den 1970er Jahren den Rang eines Kombinates erhielt.
Parallel mit dem Wachstum des Werkes vergrößerte sich auch die Stadt. Es entstanden neue Wohnsiedlungen, Kindergärten, ein Kino und ein Kulturzentrum. Nach dem Zerfall der Sowjetunion wurde das Sperrholzkombinat Scheschart privatisiert und gehört heute zu dem russischen Unternehmen United Panel Group.
Die Siedlung hat zwei allgemeinbildende Schulen und zwei Kindergärten.

### Bevölkerungsentwicklung
| Jahr | Einwohner |
| ---- | --------- |
| 1970 | 8.668     |
| 1979 | 11.079    |
| 1989 | 12.674    |
| 2002 | 10.029    |
| 2010 | 8.561     |

Anmerkung: Volkszählungsdaten